# リソレシチンアシルムターゼ
リソレシチンアシルムターゼ(Lysolecithin acylmutase、EC 5.4.1.1)は、以下の化学反応を触媒する酵素である。
2-リソレシチン{\displaystyle \rightleftharpoons }3-リソレシチン
従って、この酵素の1つの基質は2-リソレシチン、1つの生成物は3-リソレシチンである。
この酵素は異性化酵素、特にアシル酸基を転移する分子内トランスフェラーゼに分類される。系統名は、リソレシチン 2,3-アミノムターゼである。その他よく用いられる名前にlysolecithin migratase等がある。